# 象牙长螯蟹
象牙长螯蟹（学名：Randallia eburnea）为玉蟹科长螯蟹属的动物。分布于日本、印度沿岸、拉克代夫群岛以及中国大陆的广东、海南等地，生活环境为海水，多栖息于水深30-300米处的沙质以及泥沙质或具贝壳的海底上。其生存的海拔范围为-300至-30米。